# Mix FM Belo Horizonte
Mix FM Belo Horizonte é uma emissora de rádio brasileira concessionada em Juatuba, Minas Gerais, e sediada em Belo Horizonte,  capital do estado. Opera no dial FM, na frequência 90,3 MHz e é afiliada à Mix FM, cobrindo toda a Região Metropolitana de Belo Horizonte.

## História
A emissora, outorgada em março de 2008 para o município de Juatuba, iniciou suas operações em 2011 como Rádio Super, tendo sua programação no formato religiosa/gospel e operando em FM 90,1 MHz, tendo o seu parque técnico instalado no município de Esmeraldas, em uma serra com mais de 1.100 metros de altitude. 
Em outubro de 2016, a emissora recebeu aumento de classe, indo de A3 para A1, e tendo também sua frequência alterada para FM 90.3 MHz.
Em 7 de setembro de 2018, a emissora assumiu afiliação com a Rádio Mania, substituindo a passagem da Rede Benção no canal, passagem que durou até julho de 2019.
Em 1 de agosto de 2019, a emissora passou a se identificar como A Rádio da Massa, em alusão à torcida do Atlético Mineiro, permanecendo no seguimento Popular/Hits, mas mantendo o foco nos Esportes.
Em abril de 2022, a emissora adotou o nome de Show FM, permanecendo no mesmo seguimento, porém focando nos demais times de Belo Horizonte. Posteriormente, a emissora transferiu o seu parque técnico para a Serra do Curral em Belo Horizonte, de altitude acima de 1400 m. 
Em 25 de agosto de 2022, foi anunciada a afiliação da emissora com a Mix FM, promovendo a reestreia da rede na capital mineira após 10 anos de ausência, já que teve uma passagem através dos 91,7 MHz entre 2006 e 2012. A emissora também passou a adotar o seguimento Jovem/Adulto-pop no início do mês seguinte, assim, a sua estreia foi confirmada para o dia 20 de setembro, às 18h, na abertura do programa Mix Tudo.